# Festival panafricain du cinéma et de la télévision de Ouagadougou 1993
Le FESPACO 1993 est la 13e édition du Festival panafricain du cinéma et de la télévision de Ouagadougou. Il se déroule du 20 au 27 février 1993 à Ouagadougou au Burkina Faso.
Le thème de cette édition est Cinéma et libertés. Le colloque porte sur Cinéma et droits de l’enfant.
Le film Au nom du Christ de Gnoan Roger M'Bala  décroche l'Étalon de Yennenga.

## Contexte
Le Programme d'ajustement structurel (PAS) entraîne la réduction des dépenses publiques et des fermetures d'entreprises et donc du chômage au Burkina Faso. Le contexte socio-politique est très tendu. Policiers et gendarmes en armes occupent le campus universitaire de Ouagadougou le 21 janvier, à un mois du festival, pour empêcher la reprise de manifestations contre la baisse du montant des bourses qui, selon des sources hospitalières, avaient fait quinze blessés la veille. L'armée tire sur la foule, mais cela n'empêche pas la bonne tenue du Fespaco.
Aux Journées cinématographiques de Carthage 1992, un colloque international La création cinématographique du Sud face aux marchés du Nord : perspectives pour les cinémas africains et arabes réunit les professionnels sous la direction d'Abdellatif Ben Ammar. Dans son texte de base, Férid Boughedir fait le constat de la nécessité des subventions et des coproductions pour produire les films africains et arabes, sans que les coproductions Sud-Sud ne décollent vraiment. Le succès des films étant davantage au Nord, certains se modèlent sur les attentes de ce public : exotisme dépaysant, barbarie de coutumes rétrogrades, détresse née de l'appauvrissement. Cependant, les Fonds de soutien se sont multipliés comme la toute nouvelle Fondation française Écrans du Sud, et les films africains et arabes permettent une diversification des programmes face à l'hégémonie audiovisuelle américaine. C'est ainsi que l'enjeu est devenu de passer « de l'assistance au partenariat », axe du colloque.
Pour introduire le thème du festival, Cinéma et libertés en Afrique, le même Férid Boughedir pose son importance en rappelant « l'effondrement des grands systèmes idéologiques du XXe siècle » et note que de jeunes cinématographies confidentielles sont peu censurées. Les cinéastes se font « la voix des sans-voix », abordant les droits des femmes, ainsi que la condition des paysans et des nouveaux prolétaires face à des régimes autoritaires. En situant leurs films à l'époque coloniale, « ils suggèrent, à l'abri de la censure, que bien des manquements se perpétuent après les indépendances ». La lutte pour la liberté est ainsi ruse et stratégie.

## Préparation
Un colloque Quel Fespaco demain ? est organisé les 26-28 mars 1992 par le Conseil économique et social (CES) où des recommandations sont prises sur l'évolution du festival. Le but est d'arriver à « un statut qui permette de travailler en toute indépendance, ce qui ne veut pas dire une coupure totale avec l'Etat mais davantage de souplesse », indique le Secrétaire général Filippe Sawadogo. Il indique en outre que le Fespaco a un contrat de régie avec deux journaux, Le Pays et L'Observateur paalga pour vendre leurs espaces publicitaires en touchant une commission.
Des conférences de presse de promotion du festival sont organisées à Lagos et Londres en plus de celle de Paris.

## Déroulement
Les autorités encouragent la population ouagalaise à suivre le festival pour en retrouver le caractère populaire. La journée continue dans les administrations et les écoles permet de travailler en continu du matin jusqu'au début d'après-midi pour laisser la fin d'après-midi et la soirée libre pour aller au cinéma. Même, les fonctionnaires sont payés 48 heures plus tôt que prévu pour avoir les fonds nécessaires pour les films, la rue marchande et les fêtes.
L'inauguration a lieu au stade du 4 août, avec les tambours du Burundi et la troupe de Doudou N'diaye Rose, et se termine sur des feux d'artifice. Le film inaugural est Guelwar d'Ousmane Sembène.
Un hommage est ménagé à l'acteur sénégalais Douta Seck et un atelier est organisé sur la situation des comédiens.
Le Comité national d'organisation (CNO) est présidé par Simon Ouédraogo, secrétaire général du ministère de la Culture. François Vokouma, de la SONACIB (Société nationale cinématographique burkinabè), préside la commission programme, tandis que Boureima Sawadogo préside celle des finances. Un mini-Fespaco est organisé à Bobo-Dioulasso.
Le jury officiel est composé de l'écrivain ivoirien Ahmadou Kourouma, l'historien  Ibrahima Baba Kake, les cinéastes Taïeb Louhichi, Mariama Hima, Arnold Antonin, Ramalan Nuhu du Niger, Lionel Ngakane (en) d'Afrique du Sud et Eulalia Catherine Namai du Kenya, le critique italien Marco Müller, le journaliste burkinabè Jean-Pierre Ilboudo ainsi que l'avocat burkinabè Issouf Baadhio.
Le jury de la compétition télévisuelle est composé de Serge-Théophile Balima, le réalisateur Sibiri Raphaël Dakissaga, l'universitaire et cinéaste  Claire Andrade-Watkins, la modèle Karen Alexander (en) et l'écrivaine Laura Gläser-Weisser.
Chiffres. Hamidou Ouedraogo dénombre 156 films de 71 pays, 421 journalistes, 187 cinéastes et 2426 festivaliers badgés. Fespaco News précise que 13 salles de projections ont été ouvertes au festival, et qu'ont été accrédités en outre 127 producteurs, 63 cameramen et 92 VIP alors que 43 journaux et agences, 18 chaînes de télévision et 20 radios ont couvert l'événement. Au niveau de la sélection, le comité n'accepte pas plus de trois longs métrage et de trois courts par pays, les autres films de moindre qualité doivent faire l'objet d'une autre section.
Les débats-forum qui se tenaient habituellement à l'Hôtel Indépendance se déroulent dans la salle de conférence de la Caisse Générale de Péréquation (250 places) pour mieux permettre la traduction simultanée, alors que le manque d'interprètes était mis en avant en 1991 .

## Faits marquants
Les films d'Afrique du Sud sont désormais bienvenus au Fespaco, mais ne se retrouvent que dans la sélection hors compétition. Selon le Secrétaire général permanent Filippe Savadogo, ils « insufflent une nouvelle dynamique au festival », tandis qu'une compétition TV/vidéo est créée à la suite d'« une longue réflexion ».
A l'initiative des organisateurs du Festival du film panafricain de Los Angeles, Ayoko Babu et Imani Brown, d'éminentes personnalités américaines sont présentes : les acteurs CCH Pounder et Antonio Fargas, le réalisateur John Singleton, l'écrivaine Alice Walker et la chanteuse Tracy Chapman.
La FEPACI tient les 21-24 février son Ve congrès et, forte de « sa crédibilité retrouvée », souligne « l'absence totale de politiques nationales dans la majorité des pays ». Un état du cinéma africain est en cours pour déterminer les stratégies futures. June Givanni signale qu'un groupe de femmes informent le congrès des développements de l'association AWIFAV (African Women in Film & Video), créée en décembre 1991 lors d'une réunion professionnelle anglophone au Ghana à la suite de l'atelier du Fespaco 1991.

## Sélections

### Longs métrages de fiction
Vingt-cinq films de seize pays sont en compétition pour l'Étalon de Yennenga. Un seul est réalisé par une femme.
| Titre                   | Réalisation                           | Pays          | Minutes |
| ----------------------- | ------------------------------------- | ------------- | ------- |
| Le Clandestin           | Benamar Bakhti                        | Algérie       | 103     |
| Radhia                  | Lamine Merbah                         | Algérie       | 90      |
| Le 3ème acte            | Rachid Ben Brahim                     | Algérie       | 90      |
| Rabi                    | Gaston Kaboré                         | Burkina Faso  | 95      |
| Toungan, Les Etrangers  | Mamadou Djim Kola                     | Burkina Faso  | 90      |
| Wendemi                 | Pierre Yaméogo                        | Burkina Faso  | 98      |
| Gito, l'ingrat          | Léonce Ngabo                          | Burundi       | 90      |
| Afrique, je te plumerai | Jean-Marie Teno                       | Cameroun      | 88      |
| Quartier Mozart         | Jean-Pierre Bekolo                    | Cameroun      | 80      |
| Au nom du Christ        | Roger Gnoan M'Bala                    | Côte d'Ivoire | 90      |
| Contre le gouvernement  | Atef El Tayeb                         | Égypte        | 90      |
| Sankofa                 | Hailé Gerima                          | Éthiopie      | 125     |
| Ama                     | Kwesi Owusu (en), Nii Kwate Owoo (en) | Ghana         | 100     |
| Blanc d'ébène           | Cheik Doukouré                        | Guinée        | 90      |
| Les Yeux bleus de Yonta | Flora Gomes                           | Guinée-Bissau | 90      |
| Saïkati                 | Anne Mungai                           | Kenya         | 95      |
| Yelema                  | Mamo Cissé                            | Mali          | 78      |
| Desillusion             | Olaniyi Areke                         | Nigeria       | 110     |
| Kasarmu Ce              | Saddik Balewa                         | Nigeria       | 84      |
| Kulba na barna          | Brendan Shehu                         | Nigeria       | 110     |
| Niiwam                  | Clarence Thomas Delgado               | Sénégal       | 85      |
| Toubab Bi               | Moussa Touré                          | Sénégal       | 96      |
| Bezness                 | Nouri Bouzid                          | Tunisie       | 100     |
| Neria                   | Godwin Mawuru (en)                    | Zimbabwe      | 1103    |
| Pfuma Yedu              | Steven Chigorimbo (en)                | Zimbabwe      | 80      |

### Courts métrages
| Titre                                                   | Réalisation                      | Pays                | Minutes |
| ------------------------------------------------------- | -------------------------------- | ------------------- | ------- |
| Femmes d'Alger                                          | Kamal Dehane                     | Algérie             | 55      |
| Le Paysagiste                                           | Ali Mouzaoui                     | Algérie             | 30      |
| Le Vendeur de neige                                     | Achour Kessai                    | Algérie             | 32      |
| Den Baya                                                | Dragoss Ouédraogo                | Burkina Faso        | 28      |
| Jigi (L'Espoir)                                         | Kollo Daniel Sanou               | Burkina Faso        | 52      |
| Un certain matin                                        | Fanta Régina Nacro               | Burkina Faso        | 13      |
| Mélina                                                  | François Woukoache               | Cameroun            | 52      |
| Tala Tala                                               | David-Pierre Fila                | République du Congo | 26      |
| L'Africaine d'Amérique                                  | Lanciné Diabi                    | Côte d'Ivoire       | 80      |
| Ça n'arrive pas qu'aux autres                           | Kitia Touré                      | Côte d'Ivoire       | 52      |
| Denko                                                   | Mohamed Camara                   | Guinée              | 20      |
| Sabina's encounter                                      | Albert Wandago                   | Kenya               | 40      |
| Airs en terre berbère                                   | Izza Génini                      | Maroc               | 2x25    |
| Bird from another world                                 | Ingrid Sinclair                  | Zimbabwe            | 28      |
| Boxulmaleen (L'an...fer)                                | Amet Diallo                      | Sénégal             | 30      |
| Picc Mi                                                 | Mansour Sora Wade                | Sénégal             | 20      |
| Yexu (Le Mariage)                                       | Fousseynou Diagola               | Sénégal             | 18      |
| Aleel                                                   | Ahmed Saïd                       | Somalie             | 30      |
| Ces mains-là (These Hands)                              | Flora M'mBugu Schelling (en)     | Tanzanie            | 45      |
| Tanitez-moi                                             | Nadia El Fani                    | Tunisie             | 26      |
| Le Crapaud chez ses beaux parents                       | Jean-Michel Kibushi Ndjate Wooto | Zaïre               | 8       |
| Thomas Sankara                                          | Balufu Bakupa-Kanyinda           | Zaïre               | 21      |
| Wendo, le père de la rumba zaïroise (Tango Ya Ba Wendo) | Roger Kwami Zinga                | Zaïre               | 52      |

### Longs métrages de la diaspora
| Titre                          | Réalisation         | Pays        | Minutes |
| ------------------------------ | ------------------- | ----------- | ------- |
| Abolicao                       | Zózimo Bulbul (en)  | Brésil      | 150     |
| Oggun                          | Gloria Rolando (en) | Cuba        | 57      |
| Young Soul Rebels (en)         | Isaac Julien        | Royaume-Uni | 103     |
| Lumumba, la mort d'un prophète | Raoul Peck          | Haïti       | 69      |
| Siméon                         | Euzhan Palcy        | Martinique  | 115     |
| Kiss Grandmama Goodbye         | Debra J. Robinson   | États-Unis  | 70      |
| Love your Mama                 | Ruby L. Oliver      | États-Unis  | 92      |
| Walls and Bridges              | Uzo                 | États-Unis  | 87      |

### Courts métrages de la diaspora
| A Darker Side         | Errol Williams        | Canada      | 24 |
| Brothers in Music     | Christene Browne (en) | Canada      | 25 |
| A Family called Abrew | Maureen Blackwood     | Royaume-Uni | 40 |
| In Between            | Robert Crusz          | Royaume-Uni | 40 |
| Kanga                 | Ian Watts             | Royaume-Uni | 15 |
| The Second Coming     | Blair Underwood       | États-Unis  | 30 |
| The Rhyming Zoo       | Michael Brewer        | États-Unis  | 25 |

### Longs métrages hors compétition
| Titre                                      | Réalisation               | Pays                   | Minutes |
| ------------------------------------------ | ------------------------- | ---------------------- | ------- |
| Have You Seen Drum Recently? (en)          | Jürgen Schadeberg (en)    | Afrique du Sud         | 77      |
| Sarafina !                                 | Darrell Roodt             | Afrique du Sud         | 115     |
| The Schoolmaster                           | Jean Delbeke              | Afrique du Sud         | 97      |
| Cheb (film)                                | Rachid Bouchareb          | Algérie                | 90      |
| Ombres blanches                            | Saïd Ould Khelifa         | Algérie                | 90      |
| Sahara Blues                               | Rabah Bouberras           | Algérie                | 82      |
| Djadje                                     | Herbert Broedl            | Allemagne              | 89      |
| Ava and Gabriel: A Love Story              | Felix de Rooy (en)        | Antilles néerlandaises | 103     |
| Sango Nini ?                               | Anne Deligne, D. De Walck | Belgique               | 50      |
| Zaïre, le cycle du serpent                 | Thierry Michel            | Belgique               | 85      |
| Sababu                                     | Nissi Joanny Traoré       | Burkina Faso           | 90      |
| Samba Traoré                               | Idrissa Ouedraogo         | Burkina Faso           | 85      |
| L'Amour en trop (Rich in Love)             | Bruce Beresford           | États-Unis             | 105     |
| Djembefola                                 | Laurent Chevallier        | France                 | 67      |
| Goulili dis-moi ma soeur, femmes du Sahara | Collectif Iskra Films     | France                 | 82      |
| Quelque part vers Conakry                  | Françoise Ebrard          | France                 | 83      |
| O Santo Daime                              | Patrick Deshayes          | France                 | 97      |
| Un vampire au paradis                      | Abdelkrim Bahloul         | France                 | 90      |
| La Dame du Caire (en)                      | Moumen Smihi              | Maroc                  | 90      |
| La Plage des enfants perdus                | Jilali Ferhati            | Maroc                  | 85      |
| Agbo Meji (Two forces)                     | Dr. Ola Makinwa           | Nigeria                | 125     |
| Vendor                                     | Ladi Ladebo (en)          | Nigeria                | 96      |
| Siki                                       | Niek Koppen               | Pays-Bas               | 60      |
| Guelwaar                                   | Ousmane Sembène           | Sénégal                | 105     |
| Hyènes (film)                              | Djibril Diop Mambety      | Sénégal                | 110     |
| Les Zazous de la vague                     | Ali El Okby               | Tunisie                | 90      |

### Courts métrages hors compétition
| Titre                       | Réalisation                       | Pays                | Minutes |
| --------------------------- | --------------------------------- | ------------------- | ------- |
| Le Marcheur solitaire       | Nasser Bakhti                     | Algérie             | 26      |
| Une main pour une sorcière' | Achour Kessai                     | Algérie             | 16      |
| Quem faz correz quim ?      | Mariano A. Bartolomeu             | Angola              | 20      |
| Confessions d’une loge      | Kamanda Manu                      | Belgique            | 25      |
| Aba                         | Raquel Gerber                     | Brésil              | 5       |
| Baoré                       | Maurice Kaboré                    | Burkina Faso        | 26      |
| L’Enfant et le caïman       | Mustapha Dao                      | Burkina Faso        | 17      |
| Madame Hado                 | Gaston Kaboré                     | Burkina Faso        | 13      |
| Les Mémoires de Binduté Da  | Michelle Fieloux, Jacques Lombard | Burkina Faso        | 52      |
| Le Pari culturel            | Dadjoari Lompo                    | Burkina Faso        |         |
| Le Silence de la famine     | Ismaël Ouedraogo                  | Burkina Faso        | 7       |
| Sida ya sida                | Christian Boglo                   | Burkina Faso        | 7       |
| Tiibo                       | Jean-Claude Bandé                 | Burkina Faso        | 26      |
| Une chanson à deux voix     | Dominique T. Zeida                | Burkina Faso        | 20      |
| Histoires burundaises       | Artistes burundais                | Burundi             | 11      |
| L’Epreuve du feu            | Camille Mouyéké                   | République du Congo | 26      |
| Au nom de l’amour           | Kitia Touré                       | Côte d'Ivoire       | 26      |
| Joli-Coeur                  | Henri Duparc                      | Côte d'Ivoire       | 19      |
| Les Raisons de la peur      | Kitia Touré                       | Côte d'Ivoire       | 26      |
| Ancien combattant           | Béatrice Jalbert                  | France              | 8       |
| Ibani ou l’écharpe bleue    | Nadine Wanono                     | France              | 51      |
| L’Hor vert                  | Jacques Fusilier                  | France              | 13      |
| Nikinanka                   | Laurence Gavron                   | France              | 45      |
| Hidden Faces                | Hunt Longinetto, C. Kim           | Royaume-Uni         | 52      |
| Kofi chez les Français      | Carlyn Saltman                    | Royaume-Uni         | 58      |
| Once upon a time            | Ian Roberts                       | Royaume-Uni         | 24      |
| Le Message du baobab        | Léopold Togo                      | Mali                | 45      |
| Tazz’unt                    | Moustapha Hasnaoui                | Maroc               | 26      |
| Aïda Souka                  | Mansour Sora Wade                 | Sénégal             | 16      |
| Dakar-Bamako                | Samba Félix Ndiaye                | Sénégal             | 58      |
| Le Casseur de pierres       | Mohamed Zran                      | Tunisie             | 27      |
| Ya Nabil                    | Mohamed Zran                      | Tunisie             | 26      |
| Driftwood                   | Errol Williams                    | États-Unis          | 14      |
| No Choices                  | Christene Browne (en)             | États-Unis          | 6       |
| Dix-mille ans de cinéma     | Balufu Bakupa-Kanyinda            | Zaïre               | 13      |

## Palmarès
| Prix                                   | Lauréat            | Film                                   | Pays          |
| Grand prix Étalon de Yennenga          | Roger Gnoan M'Bala | Au nom du Christ                       | Côte d'Ivoire |
| Prix Oumarou Ganda                     | Léonce Ngabo       | Gito, l'ingrat                         | Burundi       |
| Prix d'interprétation féminine         | Maysa Marta        | Les Yeux bleus de Yonta de Flora Gomes | Guinée-Bissau |
| Prix d'interprétation masculine        | Josef Kumbela (en) | Gito, l'ingrat de Léonce Ngabo         | Burundi       |
| Prix du meilleur scénario              | Bachir El Dick     | Contre le gouvernement d'Atef El Tayeb | Égypte        |
| Prix spécial du jury (longs métrages)  | Mamadou Djim Kola  | Toungan, les Etrangers                 | Burkina Faso  |
| Prix du meilleur court métrage         | Mohamed Camara     | Denko                                  | Guinée        |
| Prix de la meilleure musique           | Abdullah Ibrahim   | Yelema de Mamo Cissé                   | Mali          |
| Prix de la meilleure image             | Augustin Cubano    | Sankofa de Hailé Gerima                | Éthiopie      |
| Prix du meilleur film documentaire     | Kamal Dehane       | Femmes d'Alger                         | Algérie       |
| Prix spécial du jury (longs métrages)  | Mamadou Djim Kola  | Les Etrangers                          | Burkina Faso  |
| Prix spécial du jury (courts métrages) | Amet Diallo        | Boxumaleen !! L'an... Fer              | Sénégal       |
| Prix Paul Robeson de la diaspora       | Raoul Peck         | Lumumba, la mort d’un prophète         | Haïti         |
| Prix du meilleur montage               | Kahena Attia       | Bezness de Nouri Bouzid                | Tunisie       |
| Prix du meilleur son                   | Newton Aduaka      | Quartier Mozart de Jean-Pierre Bekolo  | Cameroun      |

Prix spéciaux
| Prix                                            | Lauréat                                | Film                                  | Pays                |
| Prix Colombe de la paix                         | Mansour Sora Wade                      | Picc Mi                               | Sénégal             |
| Prix PROMACO                                    | Kitia Touré                            | Ça n'arrive pas qu'aux autres         | Côte d'Ivoire       |
| Prix AVS                                        | Hassan Benjelloun                      | Setta, ville de l'an 2000             | Maroc               |
| Prix INALCO                                     | Djibril Diop Mambety                   | Hyènes                                | Sénégal             |
| Prix UNICEF enfants                             | Pierre Yaméogo                         | Wendemi (l'enfant du bon Dieu)        | Burkina Faso        |
| Prix UNICEF femmes                              | Anne Mungai                            | Saïkati                               | Kenya               |
| Prix Mobil                                      | Honoré Compaoré                        | Jigi (l'Espoir) de Kollo Daniel Sanou | Burkina Faso        |
| Prix APAC                                       | Anne Mungai                            | Saïkati                               | Kenya               |
| Prix COE                                        | Gaston Kaboré                          | Rabi                                  | Burkina Faso        |
| Prix CDEAO                                      | Mamadou Djim Kola                      | Toungan, les Etrangers                | Burkina Faso        |
| Prix UICN                                       | Saddik Balewa                          | Kasamu Ce                             | Nigeria             |
| Prix de la ville de Ouagadougou                 | Pierre Yaméogo                         | Wendemi (l'enfant du bon Dieu)        | Burkina Faso        |
| Prix OUA                                        | Mamadou Djim Kola                      | Toungan, les Etrangers                | Burkina Faso        |
| Prix Canal+ et Canal+ Horizons                  | David-Pierre Fila                      | Tala Tala                             | République du Congo |
| Prix de la ville de Pérouse                     | Flora M'mbugu-Schelling (en)           | These Hands                           | République du Congo |
| Prix IPN                                        | Euzhan Palcy                           | Siméon (film)                         | Martinique          |
| Prix Ligue française de l'enseignement et Abola | Gaston Kaboré                          | Rabi                                  | Burkina Faso        |
| Prix Air Afrique                                | David-Pierre Fila                      | Tala Tala                             | République du Congo |
| Prix ACCT long métrage 1                        | Nouri Bouzid                           | Bezness                               | Tunisie             |
| Prix ACCT long métrage 2                        | Pierre Yaméogo                         | Wendemi (l'enfant du bon Dieu)        | Burkina Faso        |
| Prix ACCT court métrage                         | Mohamed Camara                         | Denko                                 | Guinée              |
| Prix CRDI long métrage                          | Léonce Ngabo                           | Gito, l'ingrat                        | Burundi             |
| Prix CRDI court métrage                         | Kollo Daniel Sanou                     | Jigi (l'Espoir)                       | Burkina Faso        |
| Prix TV                                         | Gaston Kaboré, Pascal Didier Ouedraogo | La Vie en fumée                       | Burkina Faso        |
| Prix TELCIPRO long métrage                      | Clarence Thomas Delgado                | Niiwam                                | Sénégal             |
| Prix TELCIPRO court métrage                     | Kitia Touré                            | Ça n'arrive pas qu'aux autres         | Côte d'Ivoire       |
| Prix OCIC                                       | Mamo Cissé                             | Yelema                                | Mali                |
| Prix Afrique en créations long métrage          | Roger Gnoan M'Bala                     | Au nom du Christ                      | Côte d'Ivoire       |
| Prix Afrique en créations court métrage         | Mansour Sora Wade                      | Picc Mi                               | Sénégal             |
| Prix Afrique en créations technique             | Moktar Ba (ingénieur du son)           | Pour l'ensemble de son œuvre          | Sénégal             |
| Prix Jeune public                               | Gaston Kaboré                          | Rabi                                  | Burkina Faso        |

## Bilan
Le Secrétaire général, Filippe Sawadogo, se félicite que le Fespaco soit désormais « le second événement médiatique du continent, après la Coupe d'Afrique de football ». Les journalistes soulignent cependant les défauts de la programmation « où figurent, par idéal panafricain ou calcul diplomatique, des titres manifestement immatures ».
De son côté, le jury officiel souhaite que « compte tenu de l'importance et de la qualité toujours croissantes des films en compétition, il soit établi pour la prochaine édition deux jury officiels distincts, l'un chargé d'apprécier les longs métrages et l'autre les courts métrages ». Il suggère en outre « d'accorder une attention particulière à la présélection des films en compétition et que toutes les copies arrivent à temps à Ouagadougou afin que le jury puisse les visionner et les juger avec tout le temps nécessaire ». Enfin, il « attire l'attention sur la qualité des films suivants : Wendemi (l'enfant du bon Dieu)de Pierre Yameogo, Blanc d'ébène de Cheik Doukouré, Niiwam de Clarence Thomas Delgado et Rabi de Gaston Kaboré ».
Pour Acéta Konaté, la dépendance budgétaire du Fespaco vis-à-vis des organisations et coopérations internationales est à l'image de la dépendance des cinématographies africaines. Manthia Diawara indique que le 13ème Fespaco a coûté 1,5 million de dollars (300 millions de francs CFA), avec l'aide du gouvernement français, de l'ACCT, de l'UNESCO, de la CEE et donateurs d'autres pays européens, ce qui veut dire que « le Fespaco est un festival européen organisé en Afrique ». Colin Dupré précise cependant que la moitié du budget est apporté par le gouvernement, « ce qui montre à quel point le Burkina Faso est le principal moteur du Fespaco ». Diawara indique par ailleurs qu'on estime que ce Fespaco a rapporté 3,5 millions de dollars.
Selon Colin Dupré, « tous les témoignages s'accordent sur le fait que rien n'est à redire au niveau de l'organisation ». Cela tient au maintien de la même équipe depuis 1984. Par contre, le marché du cinéma (MICA), qui a lieu dans la rotonde du Centre culturel français de Ouagadougou, « est complètement désorganisé ». Cela ne l'empêche pas d'être en plein essor : 879 projections, un record, alors que 230 films étaient inscrits et 360 sont venus. Son responsable, Abel Nadié, « regrette la faible présence des chaînes africaines ». Par ailleurs, la forte délégation venue du Ghana montre que « les pays anglophones accordent plus de crédit au festival ».
« Après plus de deux décennies d'existence, des cinéastes continuent d'ignorer le règlement du Fespaco », écrit Cheick Kolla Maïga dans Ecrans d'Afrique. Le fait que le Secrétariat général permanent soit coiffé par un Comité national d'organisation conduit à « multiplier les centres de décision voire à créer par moment des conflits de compétence ».
Le critique burkinabè Clément Tapsoba signale que sur 26 films longs métrages en compétition, plus du tiers étaient des premières œuvres et plus de la moitié avait déjà été sélectionnée dans des festivals européens ou aux Journées cinématographiques de Carthage 1992. En outre, les cinéastes historiques ont écarté leurs films de la compétition pour « laisser la place aux jeunes talents ». Ils avaient déjà été primés ailleurs : Guelwaar d'Ousmane Sembène à Venise, Hyènes de Djibril Diop Mambety à Cannes, Samba Traoré d'Idrissa Ouedraogo à Carthage et Berlin.